# VIZION
VIZION（ヴィジョン）は、日本の男性音楽バンド。

## 来歴
1981年
日本大学芸術学部音楽学科に進学した崎谷健次郎が在学中に結成したバンド。デビュー時のメンバーは、生乃久法、石山仁、大竹徹夫、有賀啓雄、松本晃彦であり、アマチュア時代を含め、後に音楽界で活躍することとなるメンバーを擁していた。
1982年
東京・Shibuya eggmanでライヴ活動を活発に展開する。同じくデビュー前後の安全地帯、BARBEE BOYS、杉真理、HOUND DOG、爆風スランプらとライブイベントでステージを共にした。
1983年
6月21日、デビュー・アルバム『PSYCHOTIC CUBE（サイカティック・キューブ）』をリバスター・レコードから発売する。同社のB･Birdsレーベルから2組目のデビュー・バンドだった。当時のキャッチフレーズは「僕たちの新しいヴィジョンが見えてきた!」。同日、東京・Shibuya eggmanでVIZIONデビュー〜記念ライブ〜が開催された。
7月11日、東京・六本木ピットインでのメジャー・デビュー・コンサートが最後のライブとなり、解散する。
1990年
音楽雑誌『The BEST HIT』の1月号掲載インタビューで崎谷がVIZIONについて言及する。メンバーの「人間関係も音楽もバラバラだった」ことがあり、バンド解散は「かなりの挫折感」があったという。そのため、崎谷は「自分の音楽的力量が本当に評価される世界」を目指し、1985年に作曲家デビューを果たした。
2016年
8月20日、東京・渋谷区文化センター大和田で行われた「崎谷健次郎MUSICセミナー〜ウナギのタレ〜vol.6【崎谷健次郎が語る自身の楽曲解説と影響を受けた音楽（第一回）】」にて、主宰の崎谷が解散後初めてVIZIONの楽曲を披露しながら、ファンを前に解説した。参加メンバーはおしなべて優秀なミュージシャンであったと謝意を表している。

## バンド参加メンバー
デビュー時
- 有賀啓雄（ありが のぶお）－ ベース担当。
- 生乃久法（いくの ひさのり）－ ドラム担当。
- 石山仁（いしやま じん）－ ギター担当。
- 大竹徹夫（おおたけ てつお）－ キーボード、シンセサイザー担当。
- 崎谷健次郎（さきや けんじろう）－ ボーカル、キーボード、作詞・作曲担当。
- 松本晃彦（まつもと あきひこ）－ キーボード、シンセサイザー担当。

デビュー以前
- 多数のメンバーが存在した。

## 特徴
崎谷がヴォーカル、キーボード、作曲を担当。MTRと生演奏をシンクロさせたライブを考案したことで注目される。実際は、崎谷の制作楽曲のみ演奏するソロ音楽プロジェクトユニットと言ってもいいバンドであった。

## ディスコグラフィー

### アルバム
1. 『PSYCHOTIC CUBE（サイカティック・キューブ）』（1983年6月21日発売。リバスター・レコード 25RL-0002）
音楽プロデューサー、崎谷健次郎。
楽曲提供作家、崎谷健次郎、有己林子。
のちにソロデビューし、音楽プロデューサーとしても活躍する崎谷健次郎が大学在学中に組んでいたバンドグループ、VIZION（ヴィジョン）唯一のレコーディング・アルバム。後にベーシストとして小田和正をサポートする有賀啓雄、武部聡志の片腕として数多くのヒットを手がけるシンセサイザー奏者でプログラマーの大竹徹夫、『踊る大捜査線!』などの映画音楽作家として活躍する松本晃彦が在籍していた。完成度の高いポップス作品である。